# Andaleeve Rahman

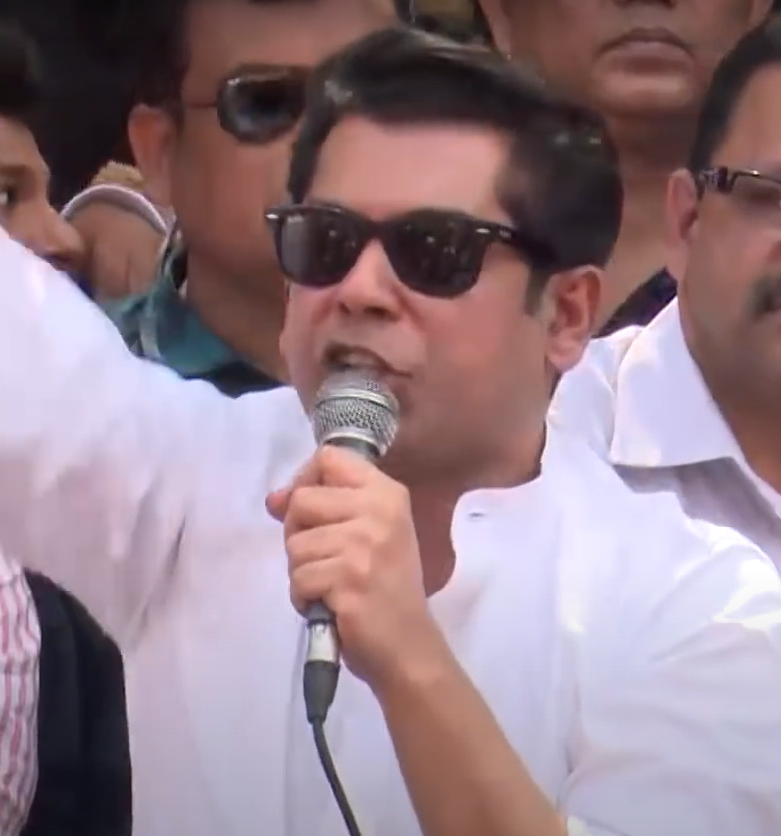
Andaleeve Rahman

Andaleeve Rahman Partho (bengalisch আন্দালিব রহমান পার্থ Āndālib Rahamān Pārtha, geb. 20. April 1974, Dhaka, Bangladesch) ist Vorsitzender der Bangladesh Jatiya Party (বাংলাদেশ জাতীয় পার্টি) und ehemaliges Mitglied des Jatiya Sangsad (Parlament) Er ist Schulleiter (principal) der British School of Law in Dhaka.

## Leben

### Jugend und Familie
Andaleeve Rahman Partho wurde am 20. April 1974 in Dhaka geboren. Sein Vater, Naziur Rahman Manzur, war ein Politiker und ehemaliger Minister, der als Gründungsvorsitzender der Bangladesh Jatiya Party und als Bürgermeister von Dhaka diente. Die Familie gehört zu einem bengalischen muslimischen Familienverbund, welcher als die „Taluqdars von Balia“ auf der Insel Bhola bekannt war. Über seinen Großvater väterlicherseits, Bazlur Rahman Taluqdar, war Andaleeve Rahman ein direkter Nachfahre von Munga Khan, einem Mann, der im 18. Jahrhundert aus Garmsir in Afghanistan nach Bengalen kam und sich im Dorf Saluka im Großraum Barisal niederließ. Khans Sohn, Shaykh Muhammad, diente als Zollbeamter für die Mogul-Kaiser und wurde mit dem Titel eines Shiqdar ausgezeichnet und erhielt ein Kharija Taluq in den Gebieten Balia und Gazaria in Bhola, wo sich die Familie als Taluqdars niederließ. Andaleeve Rahmans Mutter, Sheikh Reba, war die Nichte von Scheich Mujibur Rahman und über ihren Großvater Sheikh Lutfar Rahman, war er auch ein Nachkomme des irakisch-arabischen muslimischen Predigers Sheikh Abdul Awal aus Bagdad im 15. Jahrhundert. Sein Onkel väterlicherseits, Dr. Azizur Rahman, ist ein bekannter Wissenschaftler.
Er selbst ist verheiratet mit Sheikh Shaira Rahman. Mit ihr hat er drei Kinder.

### Bildung
Andaleeve erhielt seine Ausbildung an der St. Joseph Higher Secondary School und später an der Government Laboratory High School bevor er nach London zog, wo er seinen Bachelor of Laws erwarb.

### Karriere
Rahman bestand im 5. Jahr die Anwaltsprüfung bei Lincoln’s Inn. Anschließend kehrte er ins Land zurück und begann eine Ausbildung bei dem Rechtsanwalt Rafiqul Haque, bei dem er fünf Jahre lang arbeitete. Derzeit arbeitet er als Anwalt in Dhaka und ist Rektor der British School of Law in Dhaka.
Rahman ist seit über 25 Jahren mit seinem Vater Najiur Rahman Manju politisch aktiv. Als sein Vater am 27. April starb, wurde Andalib zum Vorsitzenden der Bangladesh Jatiya Party gewählt. Bei der 9. Parlamentswahl des 24. wurde Bhola-1 als Kandidat für die Vierparteienallianz gewählt, und der Kandidat der Awami-Liga, Yusuf Hossain, besiegte Humayun und gewann. Seine Partei boykottierte die Wahl unter Führung der BNP bei der Wahl 2014. Bei der 11. Parlamentswahl wurde er Kandidat der Einheitsfront und der 25-Parteien-Allianz im Wahlkreis Dhaka-1. Er sammelte Nominierungspapiere für die Wahlkreise Dhaka-17 und Bhola-3.